# Станкович, Цицан
Цицан Ста́нкович (нем. Cican Stanković; родился 4 ноября 1992 года, Биелина, Босния и Герцеговина) — австрийский футболист боснийского происхождения, вратарь клуба  АЕК и сборной Австрии.

## Карьера

### Клубная

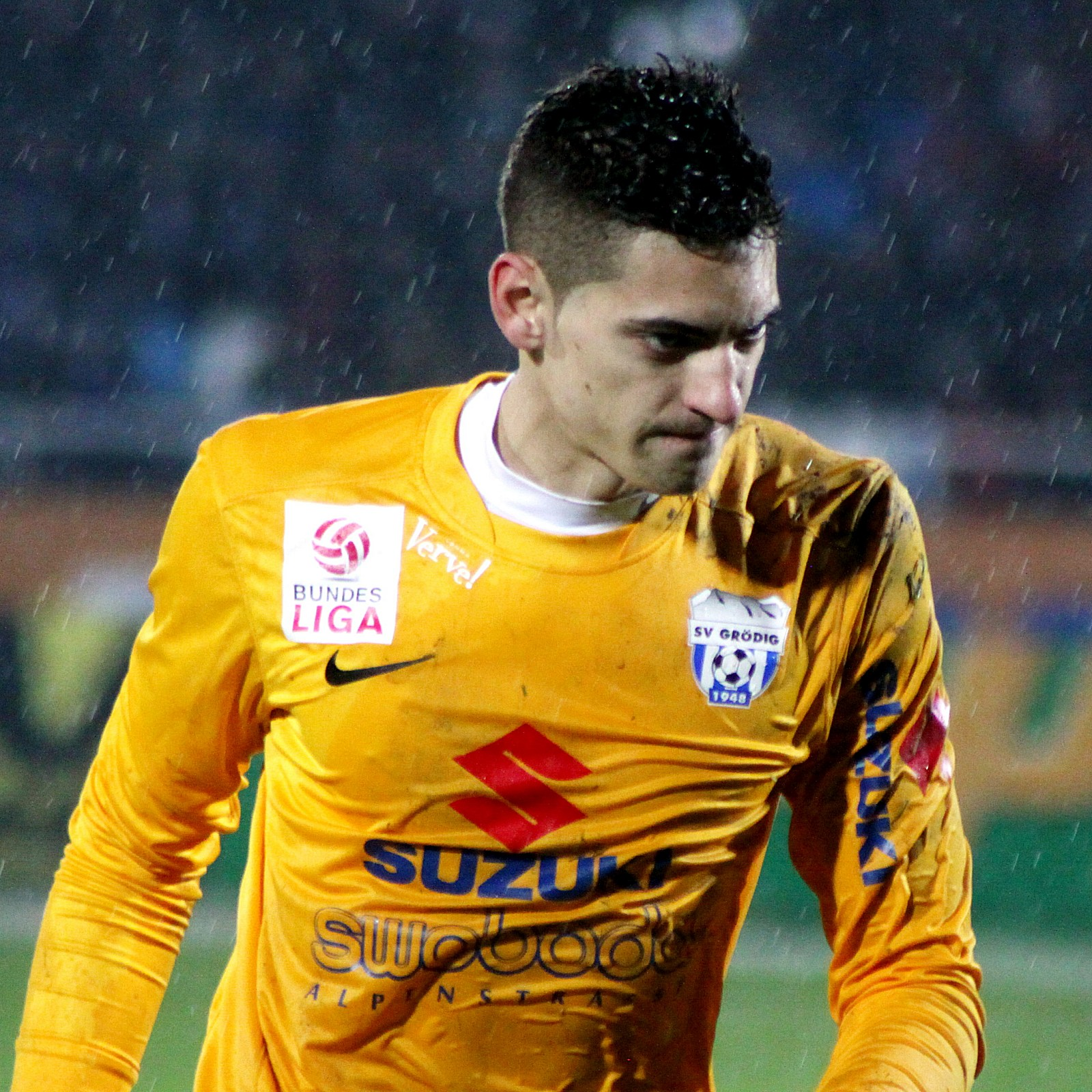
Станкович в составе «Грёдига»

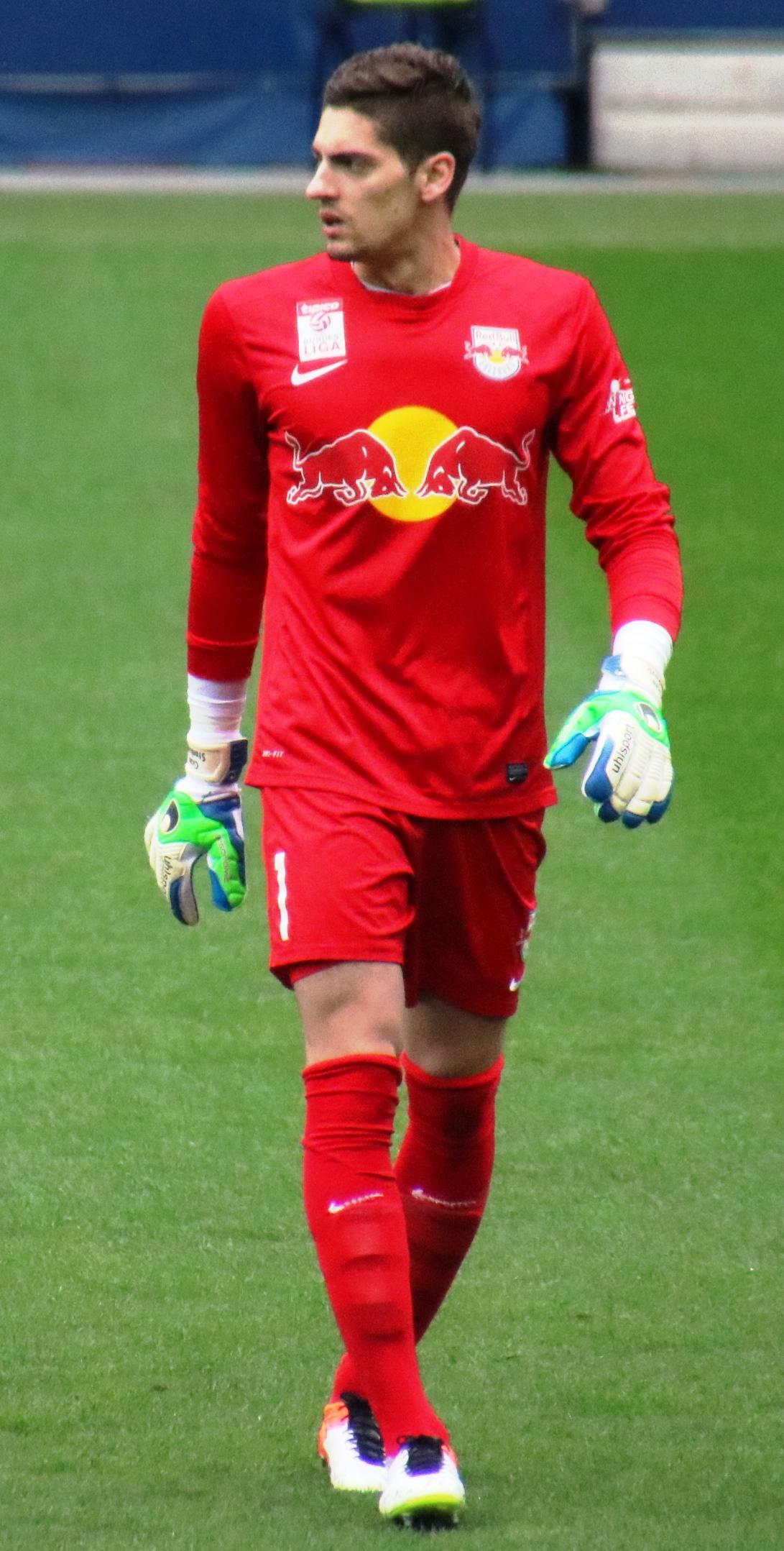
Станкович в составе «Ред Булл Зальцбург»

Станкович начал профессиональную карьеру в клубе «Хорн». 20 августа года в матче против «Баумгартена» Цицан дебютировал в региональной лиге Австрии. В 2012 году он помог клубу выйти в Первую австрийскую лигу. 9 апреля 2013 года в матче против «Лустенау» Станкович забил свой первый гол за «Хорн», придя в конце второго тайма на розыгрыш углового.
Летом того же года Цицан перешёл в «Грёдиг». Сумма трансфера составила 70 тыс. евро. 19 октября в матче против «Адмира Ваккер» он дебютировал в австрийской Бундеслиге. Во втором сезоне Станкович выиграл конкуренцию за место в основе и провёл почти все матчи без замен.
Летом 2015 года Цицан перешёл в «Ред Булл Зальцбург». 25 июля в матче против «Маттерсбурга» он дебютировал за новую команду. Несмотря на удачный старт в «Ред Булл», Станкович всё же уступил место в воротах опытному Александру Вальке. В 2016 году Цицан стал чемпионом и обладателем Кубка Австрии. В 2017 году он вновь выиграл чемпионат.

## Международная карьера
6 сентября 2019 года в отборочном матче чемпионата Европы 2020 против сборной Латвии Станкович дебютировал за сборную Австрии.
| № | Дата            | Оппонент | Счёт | Голы | Сухие     | Карточки | Минуты | Соревнование             |
| - | --------------- | -------- | ---- | ---- | --------- | -------- | ------ | ------------------------ |
| 1 | 6 сентября 2019 | Латвия   | 6:0  | —    | зелёная ✓ | —        | 90'    | Отбор ЧЕ-2020 (группа G) |
| 2 | 9 сентября 2019 | Польша   | 0:0  | —    | зелёная ✓ | —        | 90'    | Отбор ЧЕ-2020 (группа G) |
| 3 | 10 октября 2019 | Израиль  | 3:1  | -1   | —         | —        | 90'    | Отбор ЧЕ-2020 (группа G) |
| 4 | 13 октября 2019 | Словения | 1:0  | —    | зелёная ✓ | —        | 90'    | Отбор ЧЕ-2020 (группа G) |

Итого: сыграно матчей: 4 / сухих:3 / пропущено голов: 1; победы: 3, ничьи: 1, поражения: 0.

## Достижения

### Командные
«Ред Булл Зальцбург»
- Чемпион Австрии (6): 2015/2016, 2016/2017, 2017/2018, 2018/2019, 2019/2020, 2020/2021
- Обладатель Кубка Австрии (5): 2015/2016, 2016/2017, 2018/2019, 2019/2020, 2020/2021

 АЕК
- Чемпион Греции: 2022/2023